# .45-75 Winchester
.45-75 Winchester / 11.62x48mmR Centennial — це гвинтівковий набій центрального запалення, розроблений в 1876 році для щойно розробленої важільної гвинтівки Winchester Model 1876 Centennial. Компанія Winchester Repeating Arms Company представила гвинтівку та набій на Всесвітній виставці в США. Гвинтівка Моделі 1876, мала збільшений затвор відомої гвинтівки Winchester Модель 1873, являла собою магазинну гвинтівку важільної дії, яка використовувала набої, що підходять для полювання на велику дичину. Набій та гвинтівка були деякий час популярними серед американських мисливців золоченого століття, в тому числі Теодор Рузвельт, їх також видали канадській північно-західній кінній поліції та техаським рейнджерам.

## Опис

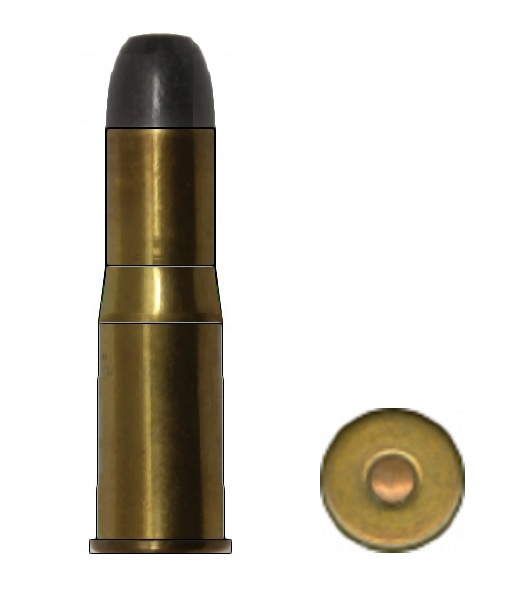
Набій .45-75 Winchester

За тогочасною номенклатурою у назві набою .45-75 зазначено, що він містить кулю діаметром 0,45-дюйма (11,43 мм) з зарядом димного пороху вагою 75 гранів (4,9 г). На перших коробках з набоями Winchester були рекомендації перезаряджати порожні гільзи урядовим мушкетним порохом або порохами компаній American Powder Company Deadshot Fg, Hazard Powder Company Sea Shooting Fg, DuPont Rifle FFg, Oriental Powder Company Western Sporting Fg, Laflin &amp; Rand Orange Rifle Fg, or Austin Powder Company Rifle Powder FFg. Також на коробках були рекомендації як відливати кулі зі сплаву: одна частина олова та шістнадцять частин свинцю, крім того кулі треба було змащувати японським воском або лієм.
Набій .45-75 був коротшим та товстішим за урядовий набій .45-70. Хоча номінально набій .45-75 був кращим за набій .45-70, важільний затвор з елеваторним тримачем, який було розроблено для револьверів, обмежував можливість використовувати потужні заряди у гвинтівці Модель 1876. За десять років можливість швидкого заряджання Моделі 1876 була перевершена міцнішим та плавнішим затвором гвинтівки Winchester Model 1886, який був здатен працювати з довшими набоями, в тому числі з набоєм .45-70 де можна було використовувати кулі різної довжини вагою від 300 до 500 гран.
Важільна гвинтівка Kennedy виробництва компанії Whitney Arms Company також могла стріляти набоями .45-75. Набої .45-75 та схожий короткий .40-60 Winchester, .45-60 Winchester і .50-95 Winchester Express розроблені для гвинтівки Модель 1876 з початком 20-го століття були визнані застарілими оскільки мисливці почали надавати перевагу потужнішим набоям з бездимним порохом. Компанія Winchester припинила виробництво набоїв .45-75 під час Великої депресії.

## Параметри

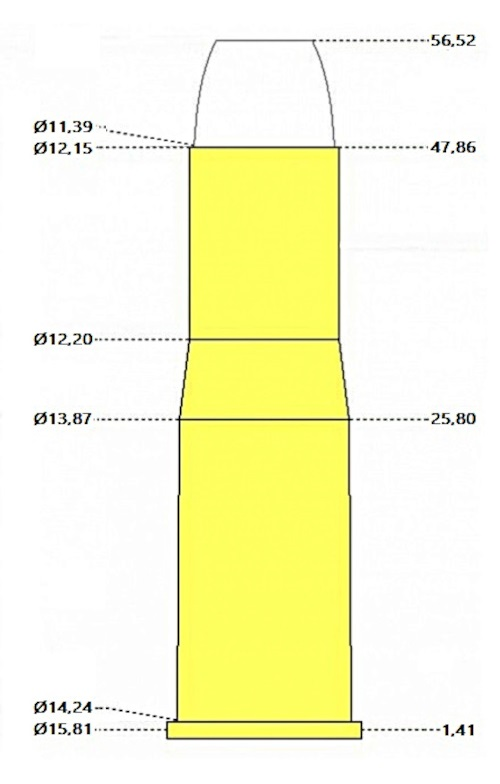